# Southern United FC
El Southern United FC, anteriorment Otago United FC, és un club de futbol neozelandès de Dunedin. L'equip participa en el Campionat de Futbol de Nova Zelanda o ASB Premiership i l'estadi local és l'Estadi Forsyth Barr, però ocasionalment juga a més a Tahuna Park i Caledonian Ground.

## Història

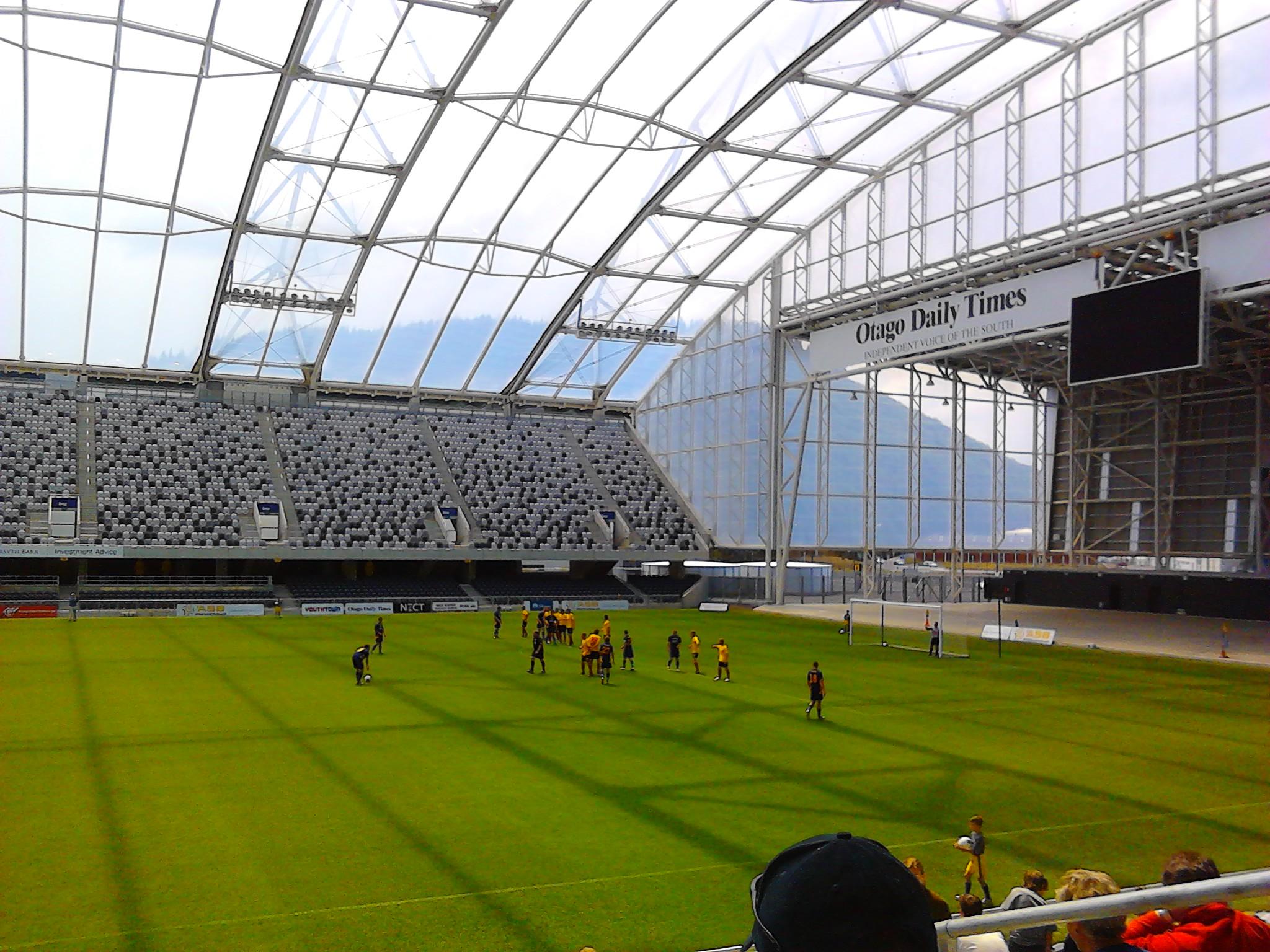
L'Otago United i el Waikato FC jugant a l'Estadi Forsyth Barr de Dunedin en l'ASB Premiership 2011-12

L'Otago United va ser fundat el 2004 a partir d'equips semiprofessionals de la regió d'Otago. L'equip històricament ha quedat entre les últimes posicions del Campionat de Futbol de Nova Zelanda cada temporada i mai s'ha classificat per a cap torneig internacional com ara la Lliga de Campions de l'OFC.
Posicions en el campionat des de la creació del Campionat de Futbol de Nova Zelanda:
- 2004-05: 7è.[2]
- 2005-06: 5è.[3]
- 2006-07: 8è.[4]
- 2007-08: 7è.[5]
- 2008-09: 7è.[6]
- 2009-10: 5è.[7]
- 2010-11: 7è.[8]
- 2011-12: 6è.[9]

## Jugadors actuals
Plantilla confirmada com a la plantilla 2012-13.
| N. | Pos. | Nac. | Jugador              |
| -- | ---- | --- | -------------------- |
| 1  | POR  | [[Fitxer:Flag of New Zealand.svg\|23x15px\|border \|alt=Nova Zelanda\|link=Selecció de futbol de Nova Zelanda\|{{#if:\|]]                   | Liam Little          |
| 2  | DEF  | [[Fitxer:Flag of the United States.svg\|23x15px\|border \|alt=Estats Units d'Amèrica\|link=Selecció de futbol dels Estats Units\|{{#if:\|]] | Jake Morrison        |
| 4  | DEF  | [[Fitxer:Flag of New Zealand.svg\|23x15px\|border \|alt=Nova Zelanda\|link=Selecció de futbol de Nova Zelanda\|{{#if:\|]]                   | Benjudah Fitzpatrick |
| 5  | DEF  | [[Fitxer:Flag of New Zealand.svg\|23x15px\|border \|alt=Nova Zelanda\|link=Selecció de futbol de Nova Zelanda\|{{#if:\|]]                   | Matt Joy             |
| 7  | MIG  | [[Fitxer:Flag of New Zealand.svg\|23x15px\|border \|alt=Nova Zelanda\|link=Selecció de futbol de Nova Zelanda\|{{#if:\|]]                   | Regan Coldicott      |
| 8  | MIG  | [[Fitxer:Flag of New Zealand.svg\|23x15px\|border \|alt=Nova Zelanda\|link=Selecció de futbol de Nova Zelanda\|{{#if:\|]]                   | Seamus Ryder         |
| 9  | MIG  | [[Fitxer:Flag of France (1794–1815, 1830–1974).svg\|23x15px\|border \|alt=França\|link=Selecció de futbol de França\|{{#if:\|]]             | Victor Da Costa      |
| 10 | DAV  | [[Fitxer:Flag of New Zealand.svg\|23x15px\|border \|alt=Nova Zelanda\|link=Selecció de futbol de Nova Zelanda\|{{#if:\|]]                   | Anthony Hancock      |
| 11 | DAV  | [[Fitxer:Flag of New Zealand.svg\|23x15px\|border \|alt=Nova Zelanda\|link=Selecció de futbol de Nova Zelanda\|{{#if:\|]]                   | James Govan          |
| 12 | DAV  | [[Fitxer:Flag of New Zealand.svg\|23x15px\|border \|alt=Nova Zelanda\|link=Selecció de futbol de Nova Zelanda\|{{#if:\|]]                   | Aaron Burgess (c)    |
| 13 | DEF  | [[Fitxer:Flag of New Zealand.svg\|23x15px\|border \|alt=Nova Zelanda\|link=Selecció de futbol de Nova Zelanda\|{{#if:\|]]                   | Ross Howard          |
| 14 | MIG  | [[Fitxer:Flag of New Zealand.svg\|23x15px\|border \|alt=Nova Zelanda\|link=Selecció de futbol de Nova Zelanda\|{{#if:\|]]                   | Sam Mepham           |
| 15 | DEF  | [[Fitxer:Flag of New Zealand.svg\|23x15px\|border \|alt=Nova Zelanda\|link=Selecció de futbol de Nova Zelanda\|{{#if:\|]]                   | Tom Connor           |

| N. | Pos. | Nac. | Jugador          |
| -- | ---- | --- | ---------------- |
| 16 | MIG  | [[Fitxer:Flag of New Zealand.svg\|23x15px\|border \|alt=Nova Zelanda\|link=Selecció de futbol de Nova Zelanda\|{{#if:\|]]    | Aajay Cunningham |
| 17 | DEF  | [[Fitxer:Flag of New Zealand.svg\|23x15px\|border \|alt=Nova Zelanda\|link=Selecció de futbol de Nova Zelanda\|{{#if:\|]]    | Tim Horner       |
| 19 | MIG  | [[Fitxer:Flag of New Zealand.svg\|23x15px\|border \|alt=Nova Zelanda\|link=Selecció de futbol de Nova Zelanda\|{{#if:\|]]    | Jackson Mitchell |
| 20 | DEF  | [[Fitxer:Flag of New Zealand.svg\|23x15px\|border \|alt=Nova Zelanda\|link=Selecció de futbol de Nova Zelanda\|{{#if:\|]]    | Geordie Mansford |
| 21 | MIG  | [[Fitxer:Flag of New Zealand.svg\|23x15px\|border \|alt=Nova Zelanda\|link=Selecció de futbol de Nova Zelanda\|{{#if:\|]]    | Joel Stevens     |
| 22 | POR  | [[Fitxer:Flag of New Zealand.svg\|23x15px\|border \|alt=Nova Zelanda\|link=Selecció de futbol de Nova Zelanda\|{{#if:\|]]    | Peter Evans      |
| 24 | MIG  | [[Fitxer:Flag of New Zealand.svg\|23x15px\|border \|alt=Nova Zelanda\|link=Selecció de futbol de Nova Zelanda\|{{#if:\|]]    | Andrew Ridden    |
| 25 | DEF  | [[Fitxer:Flag of New Zealand.svg\|23x15px\|border \|alt=Nova Zelanda\|link=Selecció de futbol de Nova Zelanda\|{{#if:\|]]    | Craig Ferguson   |
| 26 | MIG  | [[Fitxer:Flag of Australia (converted).svg\|23x15px\|border \|alt=Austràlia\|link=Selecció de futbol d'Austràlia\|{{#if:\|]] | Scott Gannon     |
| 28 | MIG  | [[Fitxer:Flag of New Zealand.svg\|23x15px\|border \|alt=Nova Zelanda\|link=Selecció de futbol de Nova Zelanda\|{{#if:\|]]    | Morgan Day       |
| —  | DAV  | [[Fitxer:Flag of New Zealand.svg\|23x15px\|border \|alt=Nova Zelanda\|link=Selecció de futbol de Nova Zelanda\|{{#if:\|]]    | Tom Jackson      |
| —  | DAV  | [[Fitxer:Flag of Canada (Pantone).svg\|23x15px\|border \|alt=Canadà\|link=Selecció de futbol del Canadà\|{{#if:\|]]          | Donnie MacGregor |
| —  | DEF  | [[Fitxer:Flag of New Zealand.svg\|23x15px\|border \|alt=Nova Zelanda\|link=Selecció de futbol de Nova Zelanda\|{{#if:\|]]    | Taylor McCormack |